# جشن احمق‌ها

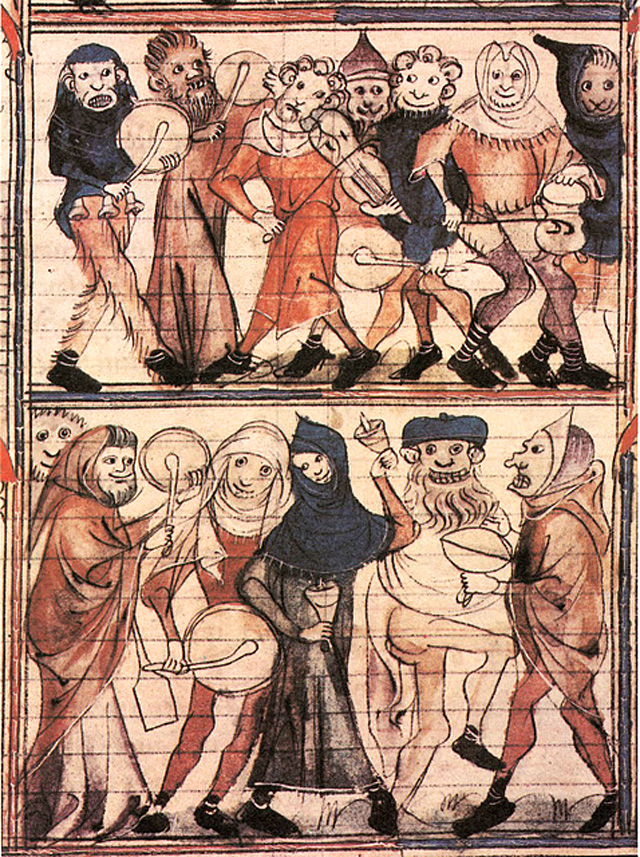
جشن احمق‌ها

جشن احمق‌ها (به انگلیسی: The Feast of Fools)، festum fatuorum, festum stultorum, festum hypodiaconorum، یا fête des fous، نامهای مختلفی اند که به جشنواره‌های مردمی قرون وسطایی که از قرن پنجم تا شانزدهم در بسیاری از کشورهای اروپایی، عمدتاً فرانسه، و همچنین اسپانیا، آلمان، انگلستان و اسکاتلند توسط روحانیت و عوام جشن گرفته می‌شد. یک جشن مشابه دیگر جشن خران بود.
ضیافت دلقک‌ها نوعی نمایش کمدی واره‌ی مذهبی، مربوط به قرون وسطا که در آن کشیش‌هایی که در مرتبه‌ای پایین‌تر قرار داشتند اجازه می‌یافتند کشیشان مرتبه‌ی بالاتر و اوضاع و احوال متداول کلیساها را به تمسخر گیرند. نمایش ضیافت دلقک‌ها جزو عواملی بود که به تدریج شرایط را برای تثبیت کمدی در اواخر قرون وسطا آماده کرد.

## آیین برگزاری جشن
در نسخه‌های قرون وسطی، افراد جوان، که نقشهای اصلی را بازی می‌کردند، از میان خود عده‌ای را انتخاب می‌کردند تا پاپ اسقف اعظم، اسقف، یا راهب بزرگ به سلطنت به عنوان پروردگار را مسخره کنند. شرکت کنندگان با بسیاری از مراسم مضحک در کلیسای اصلی محل، با دادن نامهای مانند اسقف اعظم احمقان، راهب بزرگ بی خردی، اسقف پسر، یا پاپ احمق‌ها او را "تقدیس" می‌کردند. بازیگر عمده می‌توانست یک اسقف پسر یا خادم کلیسا باشد، در حالی که در صومعه سنت گال در قرن دهم، یک دانش آموز در هر ۱۳ دسامبر راهب بزرگ را به نمایش درمی آورد. در هر صورت، تقلید مسخره امیز به سمت کفر منحرف می‌شد. مراسم اغلب تمسخر عملکرد بالاترین مقامات کلیسا بود، در حالی که افراد دیگر، در لباس و در انواع مختلف از ماسک‌ها و نهان، در ساختمان کلیسا مشغول آهنگ و رقص و همه نوع عیاشی بودند.